# Bahnstrecke Triptis–Marxgrün
| Streckenverlauf (gepunktet) |                                                         |                                                           |                                                           |
| Streckennummer (DB): | 6683                                                    |                                                           |                                                           |
| Kursbuchstrecke (DB): | 556 Triptis–Lobenstein 557 Saalfeld–Blankenstein        |                                                           |                                                           |
| Kursbuchstrecke: | 160h (1934) 418v (Lichtenberg (Oberfr) – Marxgrün 1946) |                                                           |                                                           |
| Streckenlänge: | 68,76 km                                                |                                                           |                                                           |
| Spurweite: | 1435 mm (Normalspur)                                    |                                                           |                                                           |
| Streckengeschwindigkeit: | 50 km/h                                                 |                                                           |                                                           |
| |                                                         |                                                           |                                                           |
| \| \| \| von Leipzig \| \| \| \| 0,00 \| Triptis \| 370,62 m \| \| \| \| nach Saalfeld \| \| \| \| 6,12 \| Auma \| 386,65 m \| \| \| 10,16 \| Krölpa (b. Auma) \| 408,68 m \| \| \| 14,00 \| A 9 \| A 9 \| \| \| 14,37 \| Moßbach (b. Neustadt/Orla) \| 465,25 m \| \| \| 20,09 \| Dreba \| 468,55 m \| \| \| 22,59 \| Knau \| 432,01 m \| \| \| 24,77 \| Posenmühle \| 394,70 m \| \| \| 28,00 \| Betriebsbahnhof Külmla (1938–1945) \| Betriebsbahnhof Külmla (1938–1945) \| \| \| 29,18 \| Kirchbergtunnel (Ziegenrücker Tunnel) (105 m) \| Kirchbergtunnel (Ziegenrücker Tunnel) (105 m) \| \| \| 30,15 \| Plothenbachtal-Viadukt \| Plothenbachtal-Viadukt \| \| \| 30,43 \| Ziegenrück \| 324,74 m \| \| \| 30,85 \| Saale-Viadukt \| Saale-Viadukt \| \| \| 31,00 \| Hemmkoppentunnel (181 m) \| Hemmkoppentunnel (181 m) \| \| \| 33,06 \| Schweinbachtunnel (89 m) \| Schweinbachtunnel (89 m) \| \| \| 33,93 \| Liebschütz (Saale) \| 364,67 m \| \| \| 34,94 \| Zschachen-Mühlberg-Tunnel (72 m) \| Zschachen-Mühlberg-Tunnel (72 m) \| \| \| 35,61 \| Ziemes-Tunnel (118 m) \| Ziemes-Tunnel (118 m) \| \| \| 36,0 \| Ziemestalbrücke (120 m) \| Ziemestalbrücke (120 m) \| \| \| 37,50 \| Betriebsbahnhof Liebengrün (1938–1945) \| Betriebsbahnhof Liebengrün (1938–1945) \| \| \| 41,30 \| Lückenmühle \| 498,76 m \| \| \| 42,80 \| Anst Umspannwerk Remptendorf \| Anst Umspannwerk Remptendorf \| \| \| 44,10 \| Remptendorf \| 537,48 m \| \| \| 47,42 \| Ebersdorf-Friesau \| 535,53 m \| \| \| \| von Hockeroda \| \| \| \| 51,75 \| Unterlemnitz (Keilbahnhof) \| Unterlemnitz (Keilbahnhof) \| \| \| 54,37 \| Bad Lobenstein \| 489,21 m \| \| \| \| Bundesstraße 90 \| \| \| \| 56,86 \| Lobenstein (Thür) Süd früher Lemnitzhammer Gbf \| Lobenstein (Thür) Süd früher Lemnitzhammer Gbf \| \| \| 58,39 \| Harra Nord früher Lemnitzhammer \| Harra Nord früher Lemnitzhammer \| \| \| 59,01 \| Totenfels (221 m) \| Totenfels (221 m) \| \| \| 59,98 \| Harra \| 435,06 m \| \| \| \| Anschlussbahn ZPR \| \| \| \| 62,45 \| Blankenstein (Saale) \| 435,04 m \| \| \| 63,41 \| Thüringische Muschwitz; Thüringen–Bayern \| Thüringische Muschwitz; Thüringen–Bayern \| \| \| \| \| \| \| \| \| Direktionsgrenze Erfurt–Regensburg nach 1945 \| \| \| \| \| \| \| \| \| 63,62 \| Lichtenberg (Ofr) \| 432,40 m \| \| \| 64,50 \| Kesselberg (160 m) \| Kesselberg (160 m) \| \| \| 64,60 \| Selbitz Höllental \| Selbitz Höllental \| \| \| 64,70 \| Kanzelfelsen (36 m) \| Kanzelfelsen (36 m) \| \| \| 660 \| Hangbrücke Stauwehr \| Hangbrücke Stauwehr \| \| \| 66,56 \| Hölle \| 479,86 m \| \| \| \| Issig \| \| \| \| \| Ladestelle Wiede (nach Einstellung der Strecke Ri. Hölle) \| \| \| \| \| Selbitz Kleinschmieden \| \| \| \| 68,24 \| Direktionsgrenze Erfurt–Regensburg vor 1945 \| Direktionsgrenze Erfurt–Regensburg vor 1945 \| \| \| \| von Bad Steben \| \| \| \| 68,76 \| Marxgrün (ehem. Bf) \| 491,75 m \| \| \| \| nach Hof \| \| |                                                         |                                                           |                                                           |
| Strecke |                                                         | von Leipzig                                               | von Leipzig                                               |
| Bahnhof | 0,00                                                    | Triptis                                                   | 370,62 m                                                  |
| Abzweig ehemals geradeaus und nach rechts |                                                         | nach Saalfeld                                             | nach Saalfeld                                             |
| Bahnhof (Strecke außer Betrieb) | 6,12                                                    | Auma                                                      | 386,65 m                                                  |
| Bahnhof (Strecke außer Betrieb) | 10,16                                                   | Krölpa (b. Auma)                                          | 408,68 m                                                  |
| Brücke (Strecke außer Betrieb) | 14,00                                                   | A 9                                                       | A 9                                                       |
| Bahnhof (Strecke außer Betrieb) | 14,37                                                   | Moßbach (b. Neustadt/Orla)                                | 465,25 m                                                  |
| Haltepunkt / Haltestelle (Strecke außer Betrieb) | 20,09                                                   | Dreba                                                     | 468,55 m                                                  |
| Bahnhof (Strecke außer Betrieb) | 22,59                                                   | Knau                                                      | 432,01 m                                                  |
| Haltepunkt / Haltestelle (Strecke außer Betrieb) | 24,77                                                   | Posenmühle                                                | 394,70 m                                                  |
| Dienststation / Betriebs- oder Güterbahnhof (Strecke außer Betrieb) | 28,00                                                   | Betriebsbahnhof Külmla (1938–1945)                        | Betriebsbahnhof Külmla (1938–1945)                        |
| Tunnel (Strecke außer Betrieb) | 29,18                                                   | Kirchbergtunnel (Ziegenrücker Tunnel) (105 m)             | Kirchbergtunnel (Ziegenrücker Tunnel) (105 m)             |
| Brücke über Wasserlauf (Strecke außer Betrieb) | 30,15                                                   | Plothenbachtal-Viadukt                                    | Plothenbachtal-Viadukt                                    |
| Bahnhof (Strecke außer Betrieb) | 30,43                                                   | Ziegenrück                                                | 324,74 m                                                  |
| Brücke über Wasserlauf (Strecke außer Betrieb) | 30,85                                                   | Saale-Viadukt                                             | Saale-Viadukt                                             |
| Tunnel (Strecke außer Betrieb) | 31,00                                                   | Hemmkoppentunnel (181 m)                                  | Hemmkoppentunnel (181 m)                                  |
| Tunnel (Strecke außer Betrieb) | 33,06                                                   | Schweinbachtunnel (89 m)                                  | Schweinbachtunnel (89 m)                                  |
| Haltepunkt / Haltestelle (Strecke außer Betrieb) | 33,93                                                   | Liebschütz (Saale)                                        | 364,67 m                                                  |
| Tunnel (Strecke außer Betrieb) | 34,94                                                   | Zschachen-Mühlberg-Tunnel (72 m)                          | Zschachen-Mühlberg-Tunnel (72 m)                          |
| Tunnel (Strecke außer Betrieb) | 35,61                                                   | Ziemes-Tunnel (118 m)                                     | Ziemes-Tunnel (118 m)                                     |
| Brücke (Strecke außer Betrieb) | 36,0                                                    | Ziemestalbrücke (120 m)                                   | Ziemestalbrücke (120 m)                                   |
| Dienststation / Betriebs- oder Güterbahnhof (Strecke außer Betrieb) | 37,50                                                   | Betriebsbahnhof Liebengrün (1938–1945)                    | Betriebsbahnhof Liebengrün (1938–1945)                    |
| Bahnhof (Strecke außer Betrieb) | 41,30                                                   | Lückenmühle                                               | 498,76 m                                                  |
| Abzweig geradeaus und nach links (Strecke außer Betrieb) | 42,80                                                   | Anst Umspannwerk Remptendorf                              | Anst Umspannwerk Remptendorf                              |
| Bahnhof (Strecke außer Betrieb) | 44,10                                                   | Remptendorf                                               | 537,48 m                                                  |
| Betriebs-/Güterbahnhof Strecke bis hier außer Betrieb | 47,42                                                   | Ebersdorf-Friesau                                         | 535,53 m                                                  |
| Abzweig geradeaus und von rechts |                                                         | von Hockeroda                                             | von Hockeroda                                             |
| Bahnhof | 51,75                                                   | Unterlemnitz (Keilbahnhof)                                | Unterlemnitz (Keilbahnhof)                                |
| Bahnhof | 54,37                                                   | Bad Lobenstein                                            | 489,21 m                                                  |
| Brücke |                                                         | Bundesstraße 90                                           | Bundesstraße 90                                           |
| ehemaliger Dienststation / Betriebs- oder Güterbahnhof | 56,86                                                   | Lobenstein (Thür) Süd früher Lemnitzhammer Gbf            | Lobenstein (Thür) Süd früher Lemnitzhammer Gbf            |
| Haltepunkt / Haltestelle | 58,39                                                   | Harra Nord früher Lemnitzhammer                           | Harra Nord früher Lemnitzhammer                           |
| Tunnel | 59,01                                                   | Totenfels (221 m)                                         | Totenfels (221 m)                                         |
| Haltepunkt / Haltestelle | 59,98                                                   | Harra                                                     | 435,06 m                                                  |
| Abzweig geradeaus und von links |                                                         | Anschlussbahn ZPR                                         | Anschlussbahn ZPR                                         |
| Kopfbahnhof Strecke ab hier außer Betrieb | 62,45                                                   | Blankenstein (Saale)                                      | 435,04 m                                                  |
| Grenze auf Brücke über Wasserlauf (Strecke außer Betrieb) | 63,41                                                   | Thüringische Muschwitz; Thüringen–Bayern                  | Thüringische Muschwitz; Thüringen–Bayern                  |
| |                                                         |                                                           |                                                           |
| Strecke (außer Betrieb) |                                                         | Direktionsgrenze Erfurt–Regensburg nach 1945              | Direktionsgrenze Erfurt–Regensburg nach 1945              |
| |                                                         |                                                           |                                                           |
| Bahnhof (Strecke außer Betrieb) | 63,62                                                   | Lichtenberg (Ofr)                                         | 432,40 m                                                  |
| Tunnel (Strecke außer Betrieb) | 64,50                                                   | Kesselberg (160 m)                                        | Kesselberg (160 m)                                        |
| Brücke über Wasserlauf (Strecke außer Betrieb) | 64,60                                                   | Selbitz Höllental                                         | Selbitz Höllental                                         |
| Tunnel (Strecke außer Betrieb) | 64,70                                                   | Kanzelfelsen (36 m)                                       | Kanzelfelsen (36 m)                                       |
| Brücke über Wasserlauf (Strecke außer Betrieb) | 660                                                     | Hangbrücke Stauwehr                                       | Hangbrücke Stauwehr                                       |
| Bahnhof (Strecke außer Betrieb) | 66,56                                                   | Hölle                                                     | 479,86 m                                                  |
| Brücke über Wasserlauf (Strecke außer Betrieb) |                                                         | Issig                                                     | Issig                                                     |
| Blockstelle (Strecke außer Betrieb) |                                                         | Ladestelle Wiede (nach Einstellung der Strecke Ri. Hölle) | Ladestelle Wiede (nach Einstellung der Strecke Ri. Hölle) |
| Brücke über Wasserlauf (Strecke außer Betrieb) |                                                         | Selbitz Kleinschmieden                                    | Selbitz Kleinschmieden                                    |
| Grenze (Strecke außer Betrieb) | 68,24                                                   | Direktionsgrenze Erfurt–Regensburg vor 1945               | Direktionsgrenze Erfurt–Regensburg vor 1945               |
| Abzweig ehemals geradeaus und von rechts |                                                         | von Bad Steben                                            | von Bad Steben                                            |
| Haltepunkt / Haltestelle | 68,76                                                   | Marxgrün (ehem. Bf)                                       | 491,75 m                                                  |
| Strecke |                                                         | nach Hof                                                  | nach Hof                                                  |

Die Bahnstrecke Triptis–Marxgrün ist eine Nebenbahn in Thüringen und Bayern, welche ursprünglich von der Preußischen Staatsbahn erbaut und betrieben wurde. Sie führt von Triptis über Ziegenrück, Bad Lobenstein und Blankenstein nach Marxgrün. In Betrieb ist nur noch der Abschnitt Ebersdorf-Friesau–Unterlemnitz–Lobenstein–Blankenstein in Thüringen. Der nördliche Abschnitt ist als Thüringische Oberlandbahn, der Südabschnitt als Höllentalbahn im Frankenwald bekannt.

## Vorgeschichte und Bau

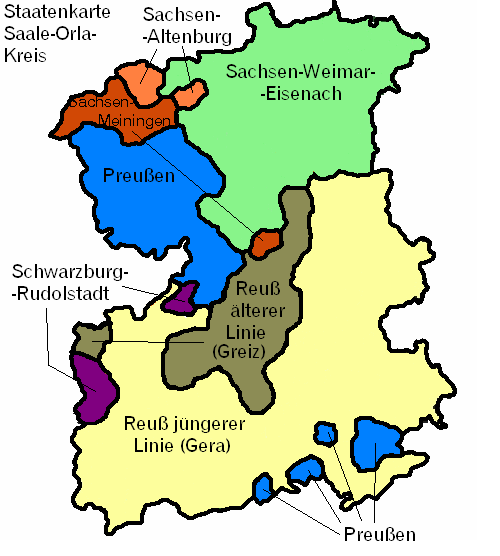
Staaten im Oberland Anfang des 20. Jahrhunderts

### Oberlandbahn Triptis–Blankenstein in Thüringen
Die Stadt Ziegenrück war ab dem 19. Jahrhundert eine Exklave des preußischen Regierungsbezirks Erfurt. Zur Erschließung dieses Gebietes wurde durch die Preußische Staatsbahn eine Eisenbahnlinie gebaut. Vorausgegangen war ein Staatsvertrag zwischen Preußen und den von ihr durchquerten Staaten Reuß jüngerer Linie, Reuß älterer Linie, Sachsen-Weimar und Schwarzburg-Rudolstadt. Am 17. Dezember 1894 wurde die Strecke nach Ziegenrück eröffnet und am 16. September 1895 bis Lobenstein verlängert. Weitere Verlängerungen folgten am 1. Dezember 1896 zum Güterbahnhof Lemnitzhammer (später Lobenstein Süd) und am 15. Juli 1897 nach Blankenstein.

### Höllentalbahn Blankenstein–Marxgrün in Bayern
Nachdem die Industrialisierung der Umgebung weiter fortgeschritten war, insbesondere durch Wiedes Papierfabrik Rosenthal, kam eine Erweiterung der Strecke durch das Höllental bis nach Marxgrün in Betracht. Seitens der Papierfabrik wurde dieses Vorhaben begrüßt, da vorher das Papier für den süddeutschen Raum bis nach Hof auf Pferdewagen gebracht werden musste. Anfangs hatte die Fabrik nur Pappe hergestellt, aber aufgrund der großen Distanz und der Tatsache, dass Papier leichter war als Pappe, wurde die Produktion umgestellt. Preußen und Bayern wünschten die Streckenführung durch das Höllental, weshalb beide Länder am 30. Januar 1897 einen Vertrag zum Bau des Abschnittes unterzeichneten. Die Planung der Strecke erfolgte unter der Leitung der Eisenbahndirektion Erfurt, was auch der Grund dafür war, dass die beiden Bahnhofsgebäude in Hölle und Blankenstein in thüringischem Fachwerkstil errichtet wurden. Ursprünglich war für die Stadt Lichtenberg nur ein Personenhalt ohne Güterabfertigung wegen der ungünstigen Lage des Bahnhofs, zwei Kilometer entfernt von der Stadt, geplant. Der Stadtmagistrat pochte jedoch auf eine Güterabfertigung, die von der Bahndirektion Erfurt erst genehmigt wurde, als die Stadt die ansässigen Unternehmen, die Papierveredelung H. H. Ullstein in Blechschmidtenhammer und das Flussspatwerk, dessen Rohstoff von Würzburg aus verschifft wurde, für den Transport ihrer Waren auf der Schiene bewegen konnte, sodass eine gute Auslastung der Strecke gewährleistet war.
Für den Bau der Trasse war das Unternehmen Werner aus Sangerhausen beauftragt worden, für den Bau der beiden Tunnel durch den Kessel- und den Kanzelfels die Firma Joseph Müller aus Schmalkalden. Die Kosten für den gesamten Bau der Trasse wurden vom Staat Preußen getragen. Mit den Arbeiten wurde 1900 mit einer 250 Mann starken Mannschaft begonnen. 117 Arbeiter, die hauptsächlich für den Bau der beiden Tunnel sowie der drei Viadukte bei Kleinschmieden, im Höllental und über die Muschwitz benötigt wurden, kamen vorwiegend aus Österreich und Italien. Allein bei den beiden Tunneln fielen rund 100.000 Kubikmeter Abraum an; für das Gleisbett im Höllental wurden zwei kleine Steinbrüche am Eingang des Tals bei Hölle und in der Mitte des Tals erschlossen. Sie sind noch zu erkennen. Aus der Bevölkerung kamen schwere Bedenken, insbesondere wegen der Einschnitte in das damals noch weitgehend naturbelassene Tal. Während des Streckenbaus gab es zwei Unfälle: am 20. März 1900 verunglückte ein Arbeiter bei Sprengarbeiten tödlich und am 10. Oktober des gleichen Jahres wurde durch Funkenflug einer Dampflokomotive in Blechschmidtenhammer ein Wohnhaus in Brand gesetzt.
Die feierliche Eröffnung der Strecke erfolgte am 14. August 1901 mit der ersten Sonderfahrt eines Personenzuges von Marxgrün nach Lobenstein. Die Fahrzeit zwischen den Bahnhöfen Hölle und Lichtenberg durch das Höllental betrug sieben Minuten. Die Einweihungsfeier fand in Bad Steben statt. Am 15. August 1901 wurde der Regelbetrieb aufgenommen. Die Grenze zwischen den Königlich Bayerischen Staats-Eisenbahnen und den Preußischen Staatseisenbahnen verlief kurz vor dem Bahnhof Marxgrün auf bayerischem Gebiet bei Streckenkilometer 68,24. Diese Stelle markierte später auch die Grenze zwischen den Reichsbahndirektionen Erfurt und Nürnberg bzw. Regensburg.

## Betrieb bis 1945
1907 wurde die Bahnstrecke Hockeroda–Unterlemnitz eröffnet, die im Bahnhof Unterlemnitz an die Strecke nach Marxgrün angeschlossen wurde und einen durchgehenden Verkehr in Richtung Saalfeld ermöglichte. Ein Großteil des Verkehrsaufkommens verlagerte sich auf die neue Strecke. Die Züge aus Triptis endeten meist in Lobenstein. Diese neue Ausrichtung des Verkehrs spiegeln auch die Kursbuchstrecken von 1944 wider:
- Strecke 189g Saalfeld–Lobenstein–Marxgrün
- Strecke 189h Triptis–Lobenstein

Täglich fuhren auf der Strecke durch das Höllental drei Güterzüge in beide Richtungen. Auch wurden täglich sechs Personenzüge in Richtung Lobenstein geschickt, sieben in Richtung Marxgrün. Nachdem weitere Güterzüge aus Böhmen mit Holzwaren in Richtung Norden unterwegs waren und Kohlenzüge von den Sächsischen Braunkohlerevieren in Richtung Süden, war die Strecke gut ausgelastet, teils überlastet. Deshalb nahm ein großer Teil des innerdeutschen Bahnverkehrs die Höllentalbahn als Abkürzung in Richtung Hof. Im Personenverkehr konnte der Tourismus Erfolge erzielen, der Frankenwald war Naherholungsgebiet vieler Thüringer. Profitieren konnten das Staatsbad Bad Steben, der Raum Schwarzenbach am Wald und in den Wintermonaten Döbra mit dem Döbraberg. In Thüringen diente die Bleilochtalsperre nach ihrer Fertigstellung 1932 als Naherholungsgebiet für Nordbayern. Mit der Gründung der Deutschen Reichsbahn 1920 hatte der südliche Endpunkt Marxgrün seine Funktion als Übergabebahnhof zwischen zwei Bahngesellschaften verloren.
Ab 1939 stieg das Personenaufkommen auf der Strecke weiter an, sodass täglich zwischen 12 und 13 Züge verkehrten. Es gab auch durchgehende Züge zwischen Saalfeld und Hof. Im Zweiten Weltkrieg diente die Strecke Triptis–Marxgrün als Umleitungsstrecke für den Nord-Süd-Verkehr, da sie weit ab von den bombengefährdeten Ballungsräumen lag. Um die Streckenkapazität zu erhöhen, wurden in den Kriegsjahren zwei zusätzliche Kreuzungsbahnhöfe eingerichtet. Auch der Sonderzug Adolf Hitlers verkehrte auf dem Weg von Berlin nach Berchtesgaden regelmäßig auf dieser Strecke. Tagsüber wurde er im Kesselbergtunnel bombensicher abgestellt, da aus Sicherheitsgründen nur nachts gefahren wurde. Während dieser Zeit ruhte jeglicher sonstige Zugverkehr.
Gegen Ende des Zweiten Weltkriegs wurde ein großer Teil des Personenverkehrs auf der Strecke eingestellt. Täglich fuhren nur noch acht, an den Wochenenden nur sechs Züge. Nachdem US-amerikanische Kampfflugzeuge einen Personenzug beschossen hatten, wobei 13 weibliche Insassen getötet und mehrere Menschen schwer verletzt wurden, fuhr am 11. April 1945 der letzte Zug zwischen Marxgrün und Lobenstein. Am 13. April 1945 wurde die Stadt Lichtenberg von den Amerikanern besetzt. Personen- und Güterverkehr kamen vollständig zum Erliegen, abgesehen von wenigen Militärzügen, die diese Strecke noch passierten. Nachdem am 2. Juli 1945 sowjetische Truppen in Blankenstein einmarschiert waren, wurde am folgenden Tag die Bahnstrecke an der Grenze auf der Brücke über die Muschwitz unterbrochen.
In den Anfangsjahren kamen preußische Lokomotiven zum Einsatz:
- G 2, Güterzug-Schlepptenderlokomotive
- G 3 (BR 5370), Güterzug-Schlepptenderlokomotive
- G 42 (BR 530), Güterzug-Schlepptenderlokomotive
- G 51 (BR 540)/G 51 (BR 542)/G 53 (BR 546)/G 54 (BR 548)/G 55 (BR 5410), Güterzug-Schlepptenderlokomotive
- G 7, Güterzug-Schlepptenderlokomotive
- G 8 (BR 5516), Güterzug-Schlepptenderlokomotive
- G 10 (BR 5710–35), Güterzug-Schlepptenderlokomotive
- P 2 (BR 3472), Personenzug-Schlepptenderlokomotive
- T 7 (BR 8978), Tenderlokomotive
- T 93 (BR 913), Güterzug-Tenderlokomotive
- T 11 (BR 740), Personenzug-Tenderlokomotive
- T 12 (BR 744), Personenzug-Tenderlokomotive
- T 13 (BR 925), Güterzug-Tenderlokomotive
- T 141 (BR 935), Güterzug-Tenderlokomotive

Später kamen Einheitslokomotiven dazu:
- BR 86, Güterzug-Tenderlokomotive

## Betrieb nach 1945

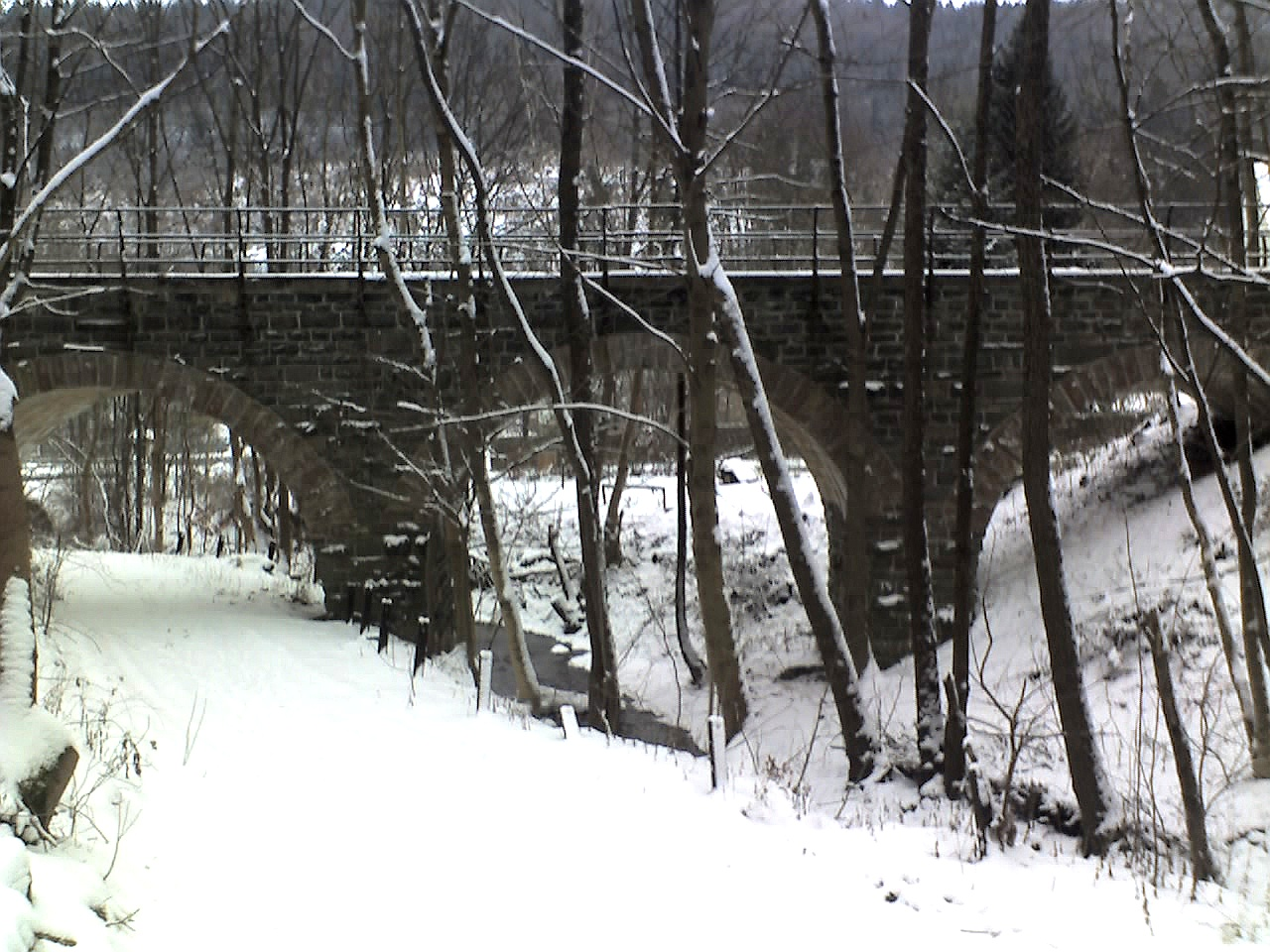
Ehemalige Grenzbrücke zwischen der damaligen DDR und der damaligen BRD

Nach der Besetzung Thüringens durch die Rote Armee im Juni 1945 wurde aus der bayerisch-thüringischen Landesgrenze die Demarkationslinie zwischen der amerikanischen und der sowjetisch besetzten Zone Deutschlands. Der Zugverkehr über die Landesgrenze wurde deshalb am 3. Juni 1945 eingestellt. Die Grenzen der Eisenbahndirektionen wurden später an die Landesgrenzen angepasst.

### Oberlandbahn Triptis–Blankenstein in Thüringen
Das Empfangsgebäude des Abzweigbahnhofs Triptis wurde am Ende des Zweiten Weltkriegs durch einen Bombentreffer zerstört. Das Gebäude wurde nicht wieder aufgebaut, sondern durch einen Behelfsbau ersetzt, der noch besteht.
In den Fahrplänen war der größte Teil der Strecke seit Ende der 1960er Jahre als Kursbuchstrecke 534 Triptis–Lobenstein (Thür) enthalten. Das Reststück bis Blankenstein war Teil der Kursbuchstrecke 565 Saalfeld–Lobenstein (Thür)–Blankenstein. Der Bahnhof Blankenstein befand sich im Sperrgebiet unmittelbar an der innerdeutschen Grenze. Deshalb wurden alle Reisenden polizeilich kontrolliert.
Durchgehende Reisezüge zwischen Triptis bzw. Saalfeld und Blankenstein verkehrten zu Zeiten der DDR kaum noch, die Zugläufe wurden fast immer in Lobenstein abgebrochen.
Mitte der 1990er Jahre wurden die Züge von Saalfeld nach Blankenstein durchgebunden und der Zugverkehr vertaktet. Auf dem Abschnitt der Oberlandbahn von Triptis nach Unterlemnitz verkehrten dagegen nur wenige Personenzüge.
Am 24. Mai 1998 wurde der Reisezugverkehr zwischen Triptis und Unterlemnitz durch das Land Thüringen abbestellt, Ende 1998 der Güterverkehr zwischen Triptis und Ebersdorf-Friesau eingestellt. Der Bahnhof Ebersdorf-Friesau mit dem Anschlussgleis eines großen Sägewerkes wurde von Saalfeld aus bedient. Damit waren die Strecken zwischen Triptis und Ebersdorf-Friesau faktisch ohne Verkehr. Kurz vor der Stilllegung fuhren noch mehrere Trafotransporte zum Umspannwerk Remptendorf. Am 1. Januar 2005 wurde der Abschnitt stillgelegt, das Gleis jedoch nicht zurückgebaut.

#### Heutige Situation und Ausblick

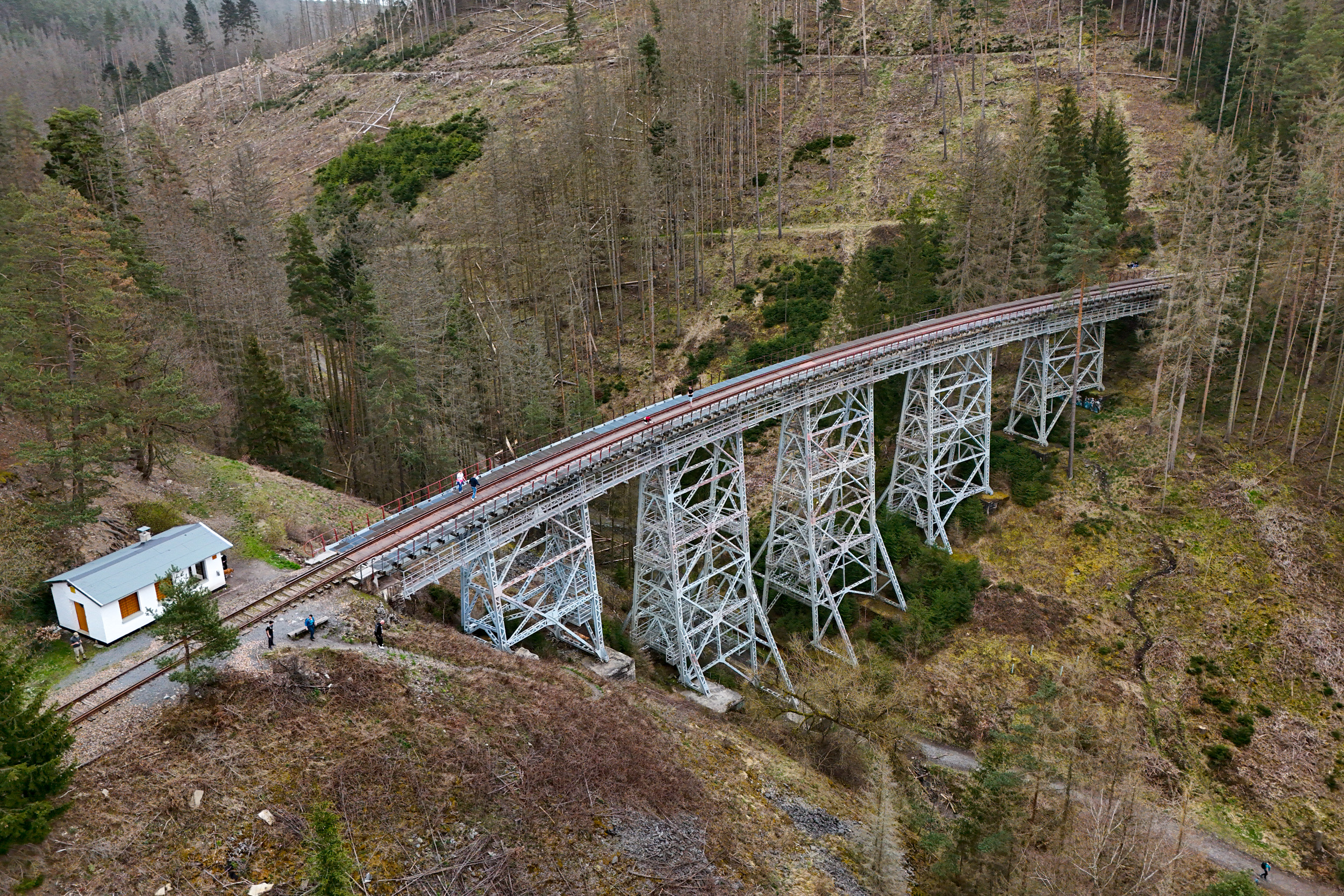
Die Ziemestalbrücke, 2024

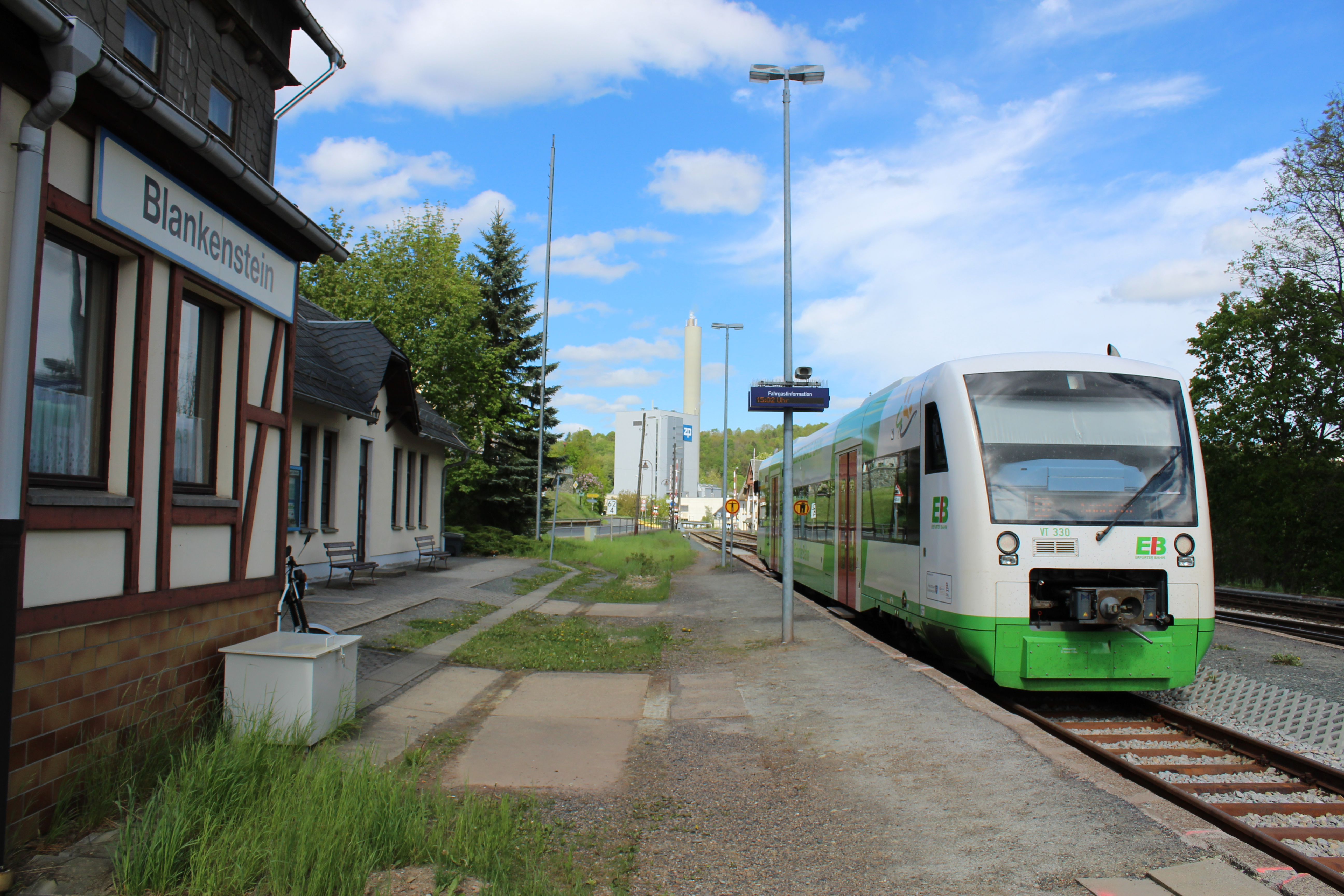
Bahnhof Blankenstein (Saale), 2018

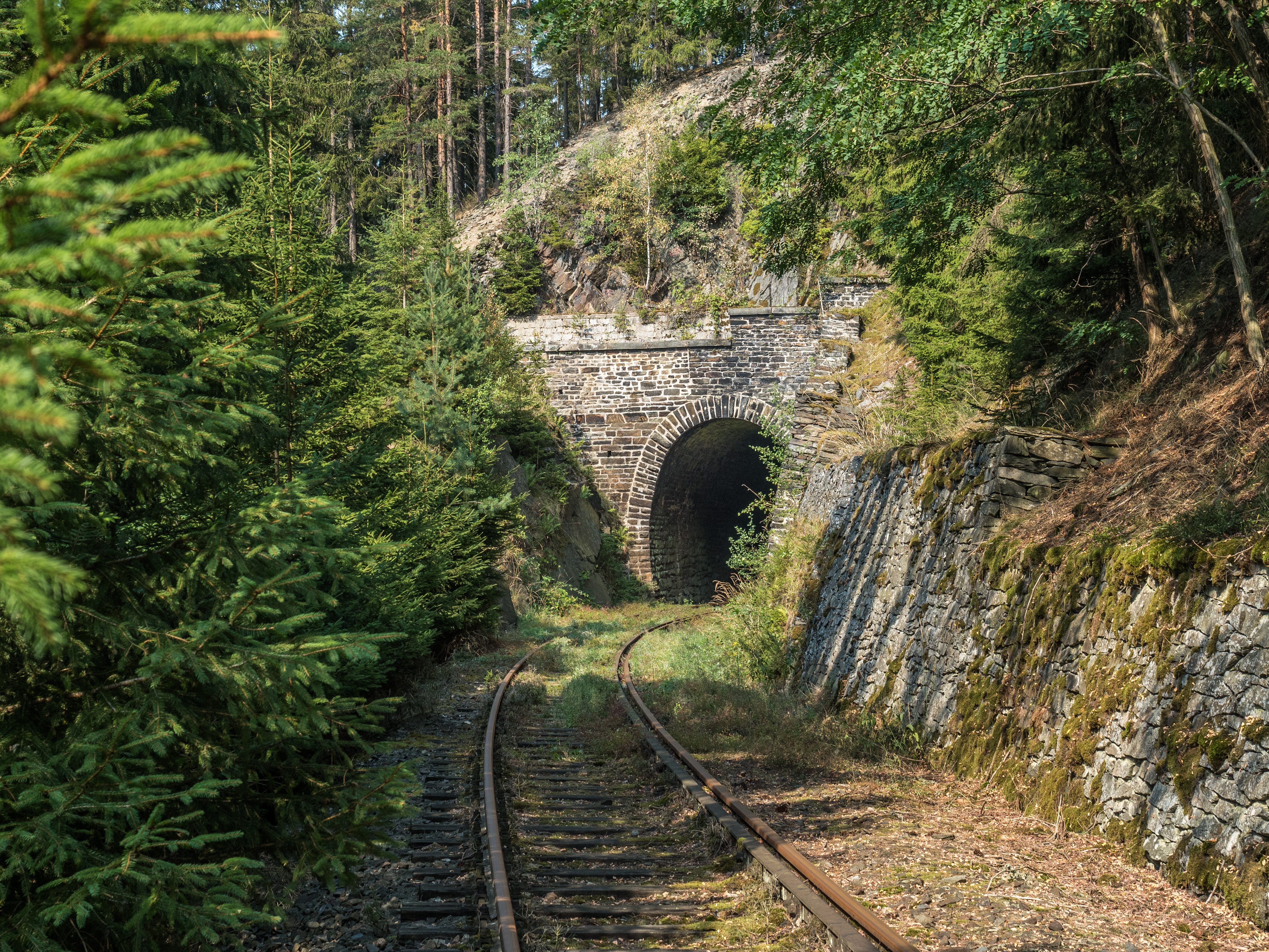
Landschaftlich reizvolle, stillgelegte Strecke im Bereich der Saalestauseen beim Südwestportal des Zschachen-Mühlberg-Tunnels

Auf dem landschaftlich reizvollsten Abschnitt zwischen Moßbach und Lückenmühle (27 km) bietet der Verein Thüringer Oberlandbahn e. V. seit 2011 Fahrten mit Fahrraddraisinen an. Neben den Aussichten auf die Fjordlandschaft der Oberen Saale ist die Befahrung der 32 Meter hohen und 114 Meter langen Ziemestalbrücke, mehrerer Tunnel und von zwei großen Steinviadukten besonders imposant. Fahrplanmäßiger Personenverkehr findet nur noch zwischen Unterlemnitz und Blankenstein statt. Dort verkehren alle zwei Stunden Regionalzüge von Saalfeld nach Blankenstein. Auf diesem Abschnitt verkehren auch Güterzüge, hauptsächlich zur Zellstoff- und Papierfabrik Rosenthal (ZPR). Ein weiterer Güterkunde ist ein Holzwerk in Ebersdorf-Friesau, das von Lobenstein aus angefahren wird. Die anderen Abschnitte sind stillgelegt, aber nicht entwidmet. Der verbliebene Personenverkehr zwischen Saalfeld, Unterlemnitz und Blankenstein wird seit Juni 2012 von der Erfurter Bahn durchgeführt.
Die Stadt Lobenstein heißt seit 21. März 2005 offiziell Bad Lobenstein. Auf den Bahnhofsnamen hat sich dies nicht ausgewirkt. Er lautet weiterhin Lobenstein (Thür), wird aber im Kursbuch Bad Lobenstein genannt.
Der Verein Thüringer Oberlandbahn e. V. setzt sich für eine Reaktivierung der Oberlandbahn zwischen Triptis und Ebersdorf-Friesau ein. Die Deutsche Regionaleisenbahn (DRE) hatte die Strecke zwischen Triptis und Ebersdorf-Friesau zunächst bis zum 31. Dezember 2009 mit dem Ziel gepachtet, die Trasse zu sichern. Das Bundesverwaltungsgericht in Leipzig entschied im März 2008, dass die Eisenbahnüberführung bei Moßbach bei der Verbreiterung der Bundesautobahn 9 nicht abgerissen werden darf. Nach diesem Urteil konnte die DRE Ende Oktober 2008 mit der Deutsche Einheit Fernstraßenplanungs- und Baugesellschaft mbH (DEGES) einen Kreuzungsvertrag abschließen, der zum Abriss der Brücke am 18. Oktober 2009 führte. Nach der Verbreiterung der Autobahn ist der Neubau der Eisenbahnbrücke vorgesehen.
Der damalige thüringische Ministerpräsident Dieter Althaus stand im Jahr 2006 einer Reaktivierung des Personenverkehrs ablehnend gegenüber, da „der Abschnitt Remptendorf–Triptis (…) keine verkehrliche Bedeutung [hat]“.
Nach der Landtagswahl 2014 gaben die Koalitionsfraktionen eine Absichtserklärung für eine Lückenschließung auf der Höllentalbahn ab und auch ZPR würde eine Reaktivierung der Strecke begrüßen. Auch über die bestehende Strecke in Thüringen sollen noch mehr Güterzüge fahren, um die Straßen weiter zu entlasten. Dafür investiert ZPR insgesamt 10 Millionen Euro in seine Werksbahn. Im Juli 2020 wurde im Positionspapier des Verbands Deutscher Verkehrsunternehmen (VDV) auch dieser Streckenabschnitt neu als zu reaktivierend aufgenommen.

#### Lokomotiveinsatz

##### Dampflokomotiven
- BR 582–5/10–21 (G 12)
- BR 6510
- BR 8310

##### Diesellokomotiven
- V60
- V100
- V180
- 119
- V200

##### Dieseltriebwagen

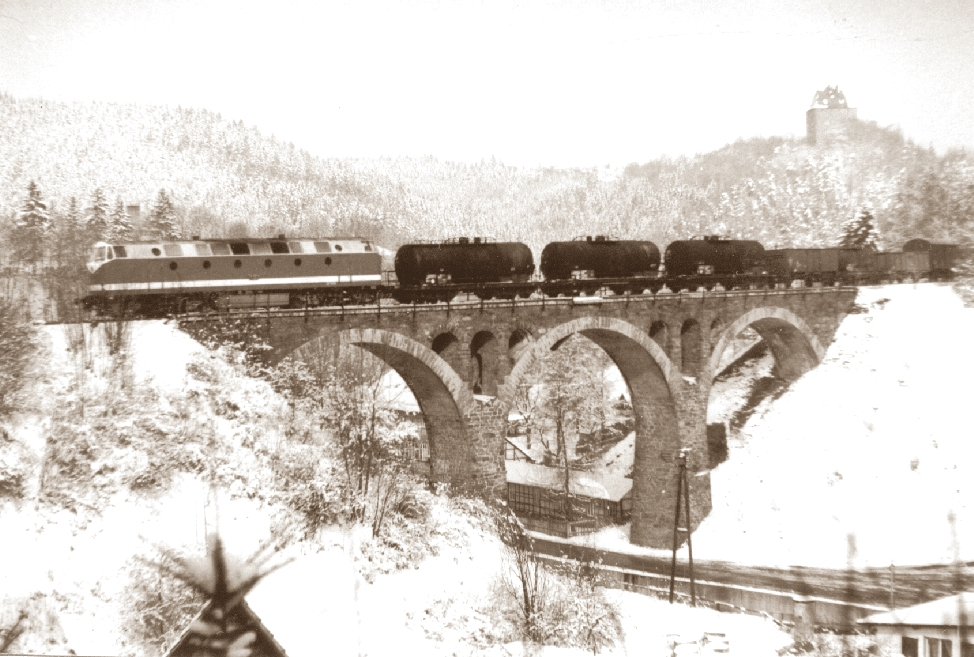
Plothentalviadukt in Ziegenrück (März 1984)

- 641 (Alstom Coradia A TER)
- 642 (Siemens Desiro Classic)
- 650 (Stadler Regio-Shuttle)

### Höllentalbahn Marxgrün–Lichtenberg(–Blankenstein) in Bayern

#### Güterverkehr

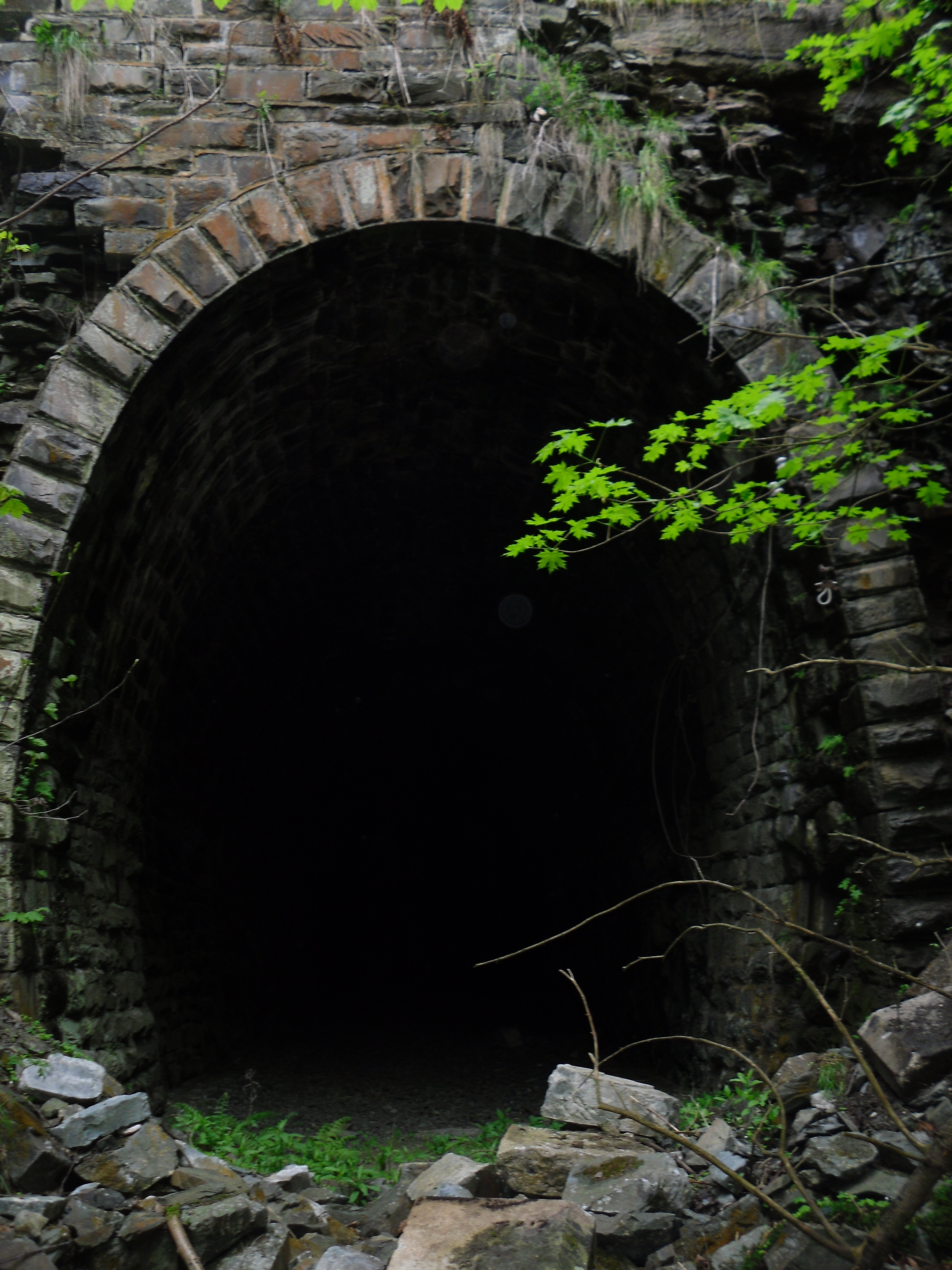
Nordportal des Kesselbergtunnels 2009

Nach dem Zweiten Weltkrieg wurde zwischen Marxgrün und Lichtenberg (Ofr) nur noch lokaler Güterverkehr betrieben. Die Strecke erhielt die Kursbuchnummer 419r. Er wurde mit Lokomotiven der Baureihen 86 und Dieselloks der Bundesbahn-Baureihen V 60 und V 100 sowie auch Kleinlokomotiven der Baureihe Köf III abgewickelt.
Seit dem 23. Mai 1971 ist der Verkehr eingestellt und die Strecke stillgelegt. Kurz vor dem Bahnhof Hölle wurde allerdings die Ladestelle Wiede eingerichtet, über die noch lange Zeit die im neben der Strecke liegenden Kohlensäurewerk der Firma Wiede hergestellte Kohlensäure abtransportiert wurde. Dieser Streckenrest wurde als Anschlussstelle betrieben. Am 6. September 1982 begann der Gleisabbau im Höllental. Die Schienen wurden im Bamberger Hafen wiederverwendet. Am 7. Oktober 1983 gab die Bundesbahn den Bahnhof in Lichtenberg (Ofr) zum Verkauf frei. Der Bahnhof in Hölle war bereits seit 1979 abgerissen. Die Stadt Lichtenberg (Oberfranken) erwarb 1985 das Bahnhofsgebäude und setzte die Kosten für den Erwerb von der Grenzlandförderung beim Landkreis Hof ab. Diese finanziellen Mittel wurden für die Sanierung und Umwandlung des Bahnhofs in ein Informationszentrum genutzt, das am 31. Juli 1986 eröffnet wurde. Am 30. Oktober 1987 endete die Bedienung der Firma Wiede und auch die Reststrecke wurde abgebaut. Ein Abriss der Brücken im Höllental erfolgte nicht; die Tunnel wurden aus Sicherheitsgründen zugemauert.

#### Planungen für Museumsbetrieb
Nach der Gesamtstilllegung 1971 gründete sich in Hof eine Lokalbahn-Arbeitsgemeinschaft (LAG). Ziel der LAG war es, einen Museumsbetrieb auf der Höllentalbahn zu organisieren. Das Domizil der LAG war der Lokschuppen in Marxgrün. Dort stand auch schon eine Dampflok der Zuckerfabrik Regensburg von 1937 bereit. Die Instandsetzung der Strecke überstieg die finanziellen Möglichkeiten der LAG. Mittlerweile ist der Lokschuppen in Marxgrün leergeräumt. Das Gebäude befindet sich in einem desolaten Zustand. Das Fachwerk-Bahnhofsgebäude im Luftkurort Hölle sollte erhalten bleiben und als Haus des Gastes dienen. Diese Planungen aus dem Jahr 1977 konnten allerdings nicht verwirklicht werden. Das Gebäude wurde 1979 abgerissen und das Bahnhofsareal in eine Parkanlage umgestaltet.

#### Informationszentrum

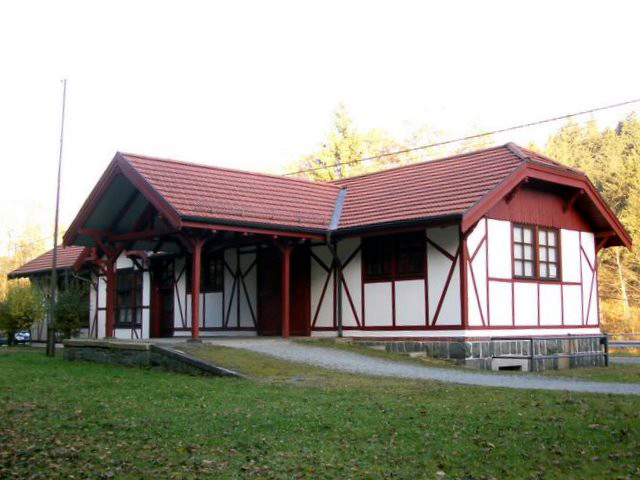
Bahnhof Lichtenberg (Ofr)

Im ehemaligen Bahnhof Lichtenberg (Ofr) wurde später ein Informationszentrum des Naturparks Frankenwald eingerichtet. Dort ist ein funktionsfähiges Modell der Höllentalbahn im Maßstab 1:87 (H0) zu sehen. Die Anlage wird vom MEC 01 Münchberger Eisenbahnfreunde e. V. betreut. Vor dem Lichtenberger Bahnhof erinnern auf einem kurzen Gleisstück eine abgestellte Dampfspeicherlok (Lok 3; Cfl; Babelsberg 1969/219189; FLC – 92061) der Zellstoff- und Papierfabrik Rosenthal (ZPR) in Blankenstein sowie eine Donnerbüchse, ein zugehöriger Gepäckwagen und ein gedeckter Güterwagen der Hofer Brauerei Löwenhof an den Bahnverkehr im Höllental.

#### Streckennummer
Mit der Einführung von Streckennummern erhielt der Abschnitt Lichtenberg (Ofr)–Marxgrün die DB-Streckennummer 5022 zugeteilt. Seit der Vereinigung der deutschen Staatsbahnen gilt für die Gesamtstrecke ab Triptis die Streckennummer 6683.

#### Heutige Situation und Ausblick

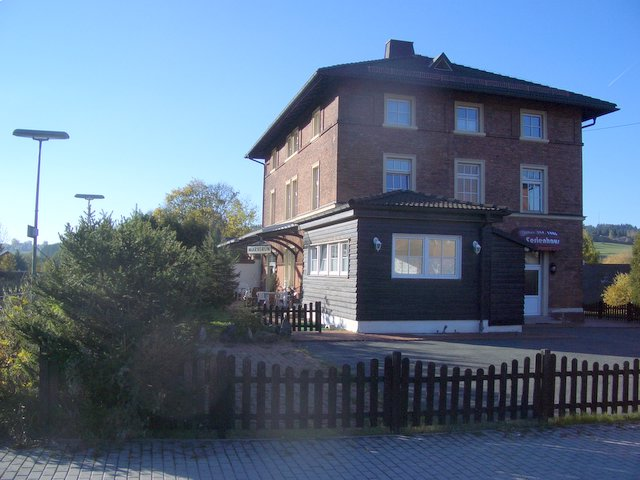
Der ehemalige Bahnhof Marxgrün ist nur noch ein Haltepunkt der Verbindung Hof–Bad Steben

Es gab und gibt wiederholt Bestrebungen zur Reaktivierung der Streckenteile. Die in Blankenstein ansässige Zellstoff- und Papierfabrik Rosenthal hat großes Interesse an einem Lückenschluss in Richtung Bayern. 63 Prozent der Produktion werden auf der Schiene befördert. Dieser Anteil ließe sich durch eine direkte Anbindung nach Süden weiter erhöhen. Das Unternehmen organisierte deshalb eine Verkehrskonferenz zur Infrastrukturentwicklung im südlichen Saale-Orla-Kreis am 9. Dezember 2008. Die Stadt Naila forderte 2008, dass die Reaktivierung der Strecke zwischen Marxgrün und Blankenstein in den Regionalplan Oberfranken-Ost aufgenommen wird. Dies wurde damit begründet, dass der Tourismusverkehr zwischen Bayern und Thüringen und der Güterverkehr der Holzindustrie verbessert werden würde. Die Verkehrsinitiative Hoellennetz e. V. fördert die Reaktivierung der Strecke durch das Höllental, um für den Güterverkehr eine leistungsfähige Schienenverbindung zwischen Thüringen und Bayern zu schaffen. Auch die thüringische Ministerpräsidentin Christine Lieberknecht sprach sich 2012 für eine Reaktivierung aus.
Im Jahr 2008 gab es Bestrebungen der DRE, auch die Trasse der Höllentalbahn Blankenstein–Marxgrün zu pachten, die nicht weiter verfolgt werden.
Der Lückenschluss wurde nicht in den Bundesverkehrswegeplan 2030 aufgenommen. Zur Begründung wird ausgeführt:

„Da nur eine geringe Nachfrage des SGV auf der Strecke erwartet wird und die Neubaustrecke alleine dem SGV nutzen würde, werden die Investitionskosten durch den Nutzen für den überregionalen Verkehr nicht gedeckt werden können. Da das Projekt daher nicht wirtschaftlich ist, ist es nicht in den BVWP aufzunehmen.“

Gegner der Wiederinbetriebnahme verweisen unter anderem darauf, dass das Höllental 1997 zum Naturschutzgebiet erklärt wurde. Wenn die Bahn wieder gebaut werden würde, müsste mehrmals jährlich Entlaubungsmittel eingesetzt werden, wodurch das Quellwasser und damit auch die Existenz der Firma Höllensprudel gefährdet wäre. Zudem könnte es Probleme mit der erst 2007 sanierten Mauer geben, die den Röhrensteig und die Rohre des Kraftwerks Höllental stützt und die nicht für einen darunter verlaufenden Bahnbetrieb ausgelegt ist. Die Industrie- und Handelskammer Ostthüringen will deshalb eine Machbarkeitsstudie in Auftrag geben, die den Naturschutz im Höllental und auch den Mineralbrunnenbetrieb Höllensprudel berücksichtigen würde.
Der zuständige Konzernbevollmächtigte der Deutschen Bahn für Thüringen, Eckart Fricke, äußerte 2018 ein starkes Interesse des Unternehmens am Frachtaufkommen und der Wiederinbetriebnahme der Strecke. VDV und die Allianz pro Schiene forderten im Juli 2020, dass die Strecke so schnell wie möglich reaktiviert werden soll. Eine Reaktivierung wurde mehrfach diskutiert und 2021 in einer Übersicht der Deutschen Bahn vorgestellt. Allerdings stehen Naturschutzgründe dagegen.
Am 20. Oktober 2023 beschloss der Deutsche Bundestag, das als ABS Hockeroda – Blankenstein – Marxgrün bezeichnete Vorhaben in den potenziellen Bedarf des Bedarfsplans für die Bundesschienenwege aufzunehmen. Für den Fall einer Wiederaufnahme des Personenverkehrs wurde im Deutschlandtakt (Zielfahrplan Bayern, dritter Gutachterentwurf) vorsorglich eine durchgehende vertaktete Verbindung Saalfeld-Wurzbach-Blankenstein-Marxgrün-Naila-Hof im Zweistundentakt (in den Deutschlandtakt integriert) vorgesehen.